# رستوران غذای دریایی پالم بیچ
رستوران غذاای دریایی پالم بیچ (به انگلیسی: Palm Beach Seafood) یک رستوران در سنگاپور است که ابتدا در امتداد جاده ساحلی شرقی در سنگاپور شروع به فعالیت کرد، وفق ایتکه صاحبان این رستوران با ابداع و ترویج غذای محلی محبوب خرچنگ چیلی سنگاپوری، در نزد عموم برای خود اعتبار کسب کرد.
پایه‌گذاری این رستوران، در سال ۱۹۵۶ با یک دکه ارابه دستی کنار جاده شکل گرفت و شش سال بعد در سال ۱۹۶۲ به یک رستوران دائمی تبدیل شد. از سال ۲۰۰۸، این رستوران در منطقه مرکزی شهر سنگاپور، نزدیک مرکز خرید وان فولرتون در امتداد جاده فولرتون و در مقابل هتل فولرتون واقع شده است، که نزدیک به مجسمه اصلی مرلیون در پارک مرلیون قرار دارد.